# Лициний Валериан
Лициний Валериан (на латински: Licinius Valerianus; † 268 г., Рим) е политик и сенатор на Римската империя през 3 век.

## Биография
Вероятно е син от втория брак на император Валериан с Корнелия Галония. Той е полубрат на император Галиен.
Валериан е суфектконсул през неизвестна година. През 265 г. той е консул заедно с Луцил. Когато брат му Галиен отсъства от Рим той го замества. Когато новината за смъртта на Галиен пристига през 268 г. в Рим, Сената нарежда убийството на всички негови привърженици и фамилни членове, между тях Лициний Валериан и племенника му Мариниан.